# Selus
Rezervat životinja Selus je jedno od najvećih zaštićenih područja za životinje na svetu i najveće u Africi; nalazi se u južnoj Tanzaniji i ima površinu od 44.800 km², a zajedno sa okolnim područjem 54.600 km². Rezervat je nazvan po Frederiku Selusu, slavnom lovcu i ranom konzervatoru divljine koji je poginuo u Beho Behu, unutar rezervata, 1917. godine, za vreme Prvog svetskog rata.
Nemački upravnik Herman fon Vizman je područje Selus proglasio zaštićenim područjem još 1896. godine, a postalo je lovačkim rezervatom 1905. godine. Rezervat Selus je 1982. godine upisan na Uneskov popis mesta svetske baštine u Africi kao „golemo područje divljine koje je gotovo netaknuto ljudskim delovanjem”.
Najznamenitiji delovi rezervata su ušće reke Rufiji koja se uliva u Indijski okean nasuprot ostrva Mafija, ali i klanac Stigler koji je dubok 100 i širok 100 metara. Većina parka je prekrivena tipičnom akacijskom savanom, uz vlažna područja i velike Miobo (Brachystegia) šume. Neke od tipičnih životinja u ovom području su: crni nosorog (oko 300-400 primeraka), afrički slon (31.735 1994. godine, najveća populacija u Africi), afrički divlji pas (1.300, jako ugrožen), žirafa (2.200), vodeni konj (oko 27.000 - najveća populacija u Africi), krokodil, leopard, gepard, žirafa, afrički bivo (138.000, najveća populacija u Africi), 350 vrsta ptica i mnogo drugih životinja.
U rezervatu ne postoje trajna ljudska naselja i nije dozvoljena gradnja, a svaki ulazak ljudi strogo kontroliše Tanzanijsko ministarstvo prirodnih resursa i turizma. Većina rezervata je lovačko područje u kojem deluje nekoliko privatnih lovačkih agencija koje imaju koncesiju na određeno područje. Međutim, jedno veliko područje na severu, uz reku Rufiju, je rezervirano samo za fotografski safari. U ovom području uz reku i njena jezera, nalaze se brojni kampovi i bungalovi, a većina turista i lovaca pristiže lošim automobilskim putom ili privatnim vazduhoplovima iz Dar es Salama. Iako je broj divljih životinja u razervatu velik, njihova gustina je manja nego u severnim zaštićenim područjima Tanzanije.
Raširen krivolov je izazvao dramatičan pad divljih populacija, posebno slonova i nosoroga čiji brojevi su pali za gotovo 90 posto od 1982. godine, kada je mesto upisano na popis svetske baštine, zbog čega je 2014. godine upisan na popis ugroženih mesta svetske baštine

## Istorija
Ovaj region je prvi put proglašen zaštićenim područjem 1896. godine od strane nemačkog guvernera Tanganjike Hermana fon Vizmana, a 1905. godine postaje lovni rezervat.
Od 2005. godine zaštićeno područje se smatra jedinicom za očuvanje lavova.
Odobrena je promena granica kako bi se omogućilo korišćenje nalazišta uranijuma. Odobrenje za promenu granice dao je UNESCO, i to su ozbiljno kritikovali ekolozi i organizacije kao što su Uranimumska mreža i Spasavanje prašume.
Predsednik Tanzanije Džon Magufuli dao je odobrenje za izgradnju nove hidroelektrane Stiglerova klisura od 2.115 MW preko reke Rufidži. Ova elektrana će rezultirati sa dodatnih 2.100 megavata električne energije, što će više nego utrostručiti instalirani kapacitet hidroelektrana Tanzanije od 562 megavata. Projekat je počeo 26. jula 2019. i trebalo bi da bude završen do 2022. Međunarodna unija za zaštitu prirode (IUCN) kritikovala je Vladu Tanzanije, jer nije razmotrila posledice plavljenja od skoro 1.000 km2 na ljude i biodiverzitet rezervata. Hiljade ljudi zavise od reke za ribolov i poljoprivredu. Delovi Selusa mogu se smatrati netaknutom divljinom. Nemci nikada nisu mapirali poplavnu ravnicu Rufiji, a 1917. godine, ekspedicija koju je predvodio poručnik E. Vilijam Bovil opisala je to područje kao „nenaseljivo“.

## Opis
Veći deo rezervata je izdvojen za lov divljači kroz brojne privatne koncesije za lov, ali je severni deo parka uz reku Rufiji namenjen je kao fotografska zona i predstavlja popularnu turističku destinaciju. Postoji nekoliko visokokvalitetnih loža i kampova koji se uglavnom nalaze duž rečnih i jezerskih sistema na ovom području. Dosta tešak drumski pristup je razlog što većina posetilaca dolazi malim avionima iz Dar es Salama, iako je moguć i pristup vozom.
Interesantna mesta u parku su reka Rufiji, koja se uliva u Indijski okean nasuprot ostrva Mafija i klisura Stigler, koja je kanjon dubine 100 metara i širine 100 metara. Staništa uključuju travnjake, tipičnu akacijsku savane, močvare i prostrane Miombo šume. Iako su ukupne populacije divljih životinja visoke, rezervat je velik i gustine životinja su niže nego u češće posećivanom severnom turističkom krugu Tanzanije. U Selusu su dozvoljeni pešački safariji. Putovanja brodom po Rufiji su popularna aktivnost.
Dozvoljena je promena granice kako bi se omogućilo korišćenje uranijumovih ležišta. Odobrenje za promenu granica je dao UNESCO a ozbiljno su to kritikovali ekološke i druge organizacije, npr. Uranijumska mreža i Spasavanje prašuma.
Godine 1976, rezervat za divljač Selus sadržao je oko 109.000 slonova, i bio je u tom pogledu najveći na svetu. Do 2013, broj je pao na oko 13.000 - uključujući pad od 66% od 2009. do 2013. Izvori krive korumpirane političare, zvaničnike i biznismene koji pomažu krivolovcima.

## Galerija
- Fotografija rezervata iz vazduha
- Žirafe i gnu u Selusu
- Slonovi
- Životinje Selusa
- Pčelarica
- Selus
- Turisti posmatraju lavove u Selusu
- Jezero

## Literaturа
- Peter Matthiessen and Hugo van Lawick (Photography): Sand Rivers. Aurum Press, London 1981,  0-906053-22-6.
- Robert J. Ross, The Selous in Africa: A Long Way from Anywhere, Officina Libraria, Milan 2015, 2016 (2nd. ed.),  9788897737643
- Rolf D. Baldus: Wild Heart of Africa. Rowland Ward Publications, Johannesburg 2009,  9780980262674
- Laher, Ridwan; SingíOei, Korir (2014). Indigenous People in Africa.: Contestations, Empowerment and Group Rights. Africa Institute of South Africa. ISBN 978-0-7983-0464-1.
- „Home”. Tanzania National Parks. Архивирано из оригинала 6. 10. 2014. г. Приступљено 16. 10. 2014.
- „Gombe Stream National Park”. Tanzania National Parks. Архивирано из оригинала 4. 10. 2014. г. Приступљено 16. 10. 2014.
- Riley, Laura; Riley, William (2005). Nature's Strongholds: The World's Great Wildlife Reserves. Princeton University Press. ISBN 978-0-691-12219-9.
- S. N. Stuart; Jenkins, Martin (1990). Biodiversity in Sub-Saharan Africa and Its Islands: Conservation, Management, and Sustainable Use. IUCN. стр. 204. ISBN 978-2-8317-0021-2.
- „Serengeti wildebeest migration”. Приступљено 20. 3. 2019.
- Edoarado Razzetti and Charles Andekia Msuya (2002) "Introduction" Архивирано 16 јул 2020 на сајту , Field Guide to Amphibians and Reptiles of Arusha National Park. Tanzania National Parks.
- Arusha, Edward Qorro in (12. 8. 2019). „Africa: Tanzania Has Largest Number of Lions in Africa, New Report Says”. allAfrica.com.
- „Ngorongoro Conservation Area”. Unesco.org. Приступљено 25. 5. 2011.
- Rod East (1. 6. 1999). African antelope database 1998. International Union for Conservation of Nature and Natural Resources. Antelope Specialist Group. IUCN. ISBN 978-2-8317-0477-7. Приступљено 24. 5. 2011.
- Briggs, Philip (1. 5. 2006). Northern Tanzania: with Kilimanjaro and Zanzibar : the Bradt safari guide. Bradt Travel Guides. ISBN 978-1-84162-146-3. Приступљено 24. 5. 2011.
- G. L. Kamukala; S. A. Crafter; IUCN Wetlands Programme (1993). Wetlands of Tanzania: proceedings of a Seminar on the Wetlands of Tanzania, Morogoro, Tanzania, 27–29 November 1991. IUCN. ISBN 978-2-8317-0185-1. Приступљено 24. 5. 2011.
- Krystyna Swiderska; Dilys Roe; Linda Siegele; Maryanne Grieg-gran (2009). The Governance of Nature and the Nature of Governance: Policy That Works for Biodiversity and Livelihoods. IIED. стр. 102. ISBN 978-1-84369-700-8. Приступљено 24. 5. 2011.
- „Wildlife”. lonelyplanet.com. Архивирано из оригинала 25. 06. 2018. г. Приступљено 23. 5. 2011.